# Филипенко, Яков Петрович
Яков Петрович Филипенко (1924—1981) — советский старшина, на 1945 год гвардии сержант, командир отделения взвода разведки, 150-го гвардейского стрелкового полка, 50-й гвардейской стрелковой дивизии, 28-й армии, 1-го Белорусского фронта. Полный кавалер Ордена Славы.

## Биография
Родился 20 апреля 1924 года в Донецке в рабочей семье, окончил десять классов средней школы.
С 1943 года призван в ряды РККА и направлен в действующую армию — разведчик и командир отделения взвода разведки, 150-го гвардейского стрелкового полка, 50-й гвардейской стрелковой дивизии, 28-й армии, воевал на Южном фронте, 1-м Белорусском фронте, 3-м Белорусском фронте и 1-м Украинском фронте, участвовал в Мелитопольской, Никопольско-Криворожской и Березнеговато-Снигирёвской, Одесской, Бобруйской, Люблин-Брестской, Берлинской и Пражской наступательных операциях. 5 июля 1944 года за участие в разгроме пехотного подразделения противника был награждён  Орденом Красной Звезды.
12 июля 1944 года командир отделения взвода разведки гвардии сержант Я. П. Филипенко участвуя в нападении на автоколонну противника у селения Янино, поджёг автомобиль и истребил восемь солдат и одного офицера. 19 июля 1944 года ведя разведку близ населённого пункта Шишово, в схватке с врагом гранатами подавил огневую точку и поразил пять гитлеровцев. За это 9 августа 1944 года Указом Президиума Верховного Совета СССР Я. П. Филипенко был награждён Орденом Славы 3-й степени.
23 октября 1944 года гвардии сержант Я. П. Филипенко близ населённого пункта Гросс-Тракен, находясь с бойцами своего отделения в разведке, уничтожил пулемётный расчёт, захватил в плен гитлеровца. 18 декабря 1944 года Указом Президиума Верховного Совета СССР Я. П. Филипенко был награждён Орденом Славы 2-й степени.
С 15 по 25 февраля 1945 года гвардии сержант Я. П. Филипенко командуя отделением, вместе с бойцами в боях на территории Восточной Пруссии в районе населённого пункта Любляк, подавил три пулемёта противника и вывел из строя свыше двадцати гитлеровцев и 11 пленил. 15 мая 1946 года Указом Президиума Верховного Совета СССР Я. П. Филипенко был награждён Орденом Славы 1-й степени.
В 1949 году гвардии старшина Я. П. Филипенко был демобилизован из рядов Советской армии, работал водителем на Донецкой автобазе связи. За высокие показатели в труде был награждён орденами Ленина и Трудового Красного Знамени.
Умер 18 сентября 1981 года в посёлке Спартак, Ясиноватского района, Донецкой области.

## Награды
- Орден Славы I степени (1946)
- Орден Славы II степени (1944)
- Орден Славы III степени (1944)
- Орден Красной Звезды (1944)
- Орден Ленина
- Орден Трудового Красного Знамени